# Соціальна мережа (Інтернет)

Популярність порталів соціальних мереж у світі станом на 2015 рік

Служба соціальних мереж (англ. social networking service) — вебсайт або інша служба у Веб, яка дозволяє користувачам створювати публічну або напівпублічну анкету, складати список користувачів, з якими вони мають зв'язок та переглядати власний список зв'язків і списки інших користувачів. Природа та номенклатура зв'язків може різнитись у залежності від системи.
На відміну від служб соціальних мереж, в Інтернет-спільнотах користувач не знаходиться в центрі системи; відношення користувача до інших учасників спільноти знаходиться на другому плані. Основна увага Інтернет-спільноти зосереджена на внеску користувача в досягнення спільних цілей, цінностей та спілкуванні.
У соціальних мережах користувач знаходиться в центрі системи та може належати до декількох груп водночас.
Основні типи послуг соціальних мереж містять категорії місць (наприклад, вік, професія чи релігія), засоби для спілкування з друзями (зазвичай за допомогою сторінок із самоописом) і систему рекомендацій, пов'язану з довірою.
Вторинні зв'язки в соціальних мережах порівняно слабші за вторинні зв'язки в Інтернет-спільнотах. Наприклад, якщо користувач А має у соціальній мережі декілька спільних зв'язків з користувачем Б, зв'язки з невідомими йому знайомими будуть слабшими за аналогічні зв'язки в Інтернет-спільноті.
Першою службою соціальних мереж вважають SixDegrees.
У липні 2020 року аудиторія соцмереж вперше склала більш ніж половина населення Землі.

## Поширення в Україні
В Україні, згідно з опитуванням, яке було проведене в 2022 році, соцмережами користувалися 76,6 % людей. Серед українців, які використовують соціальні мережі, як джерело інформації, 66 % обирають Telegram, 61 % — YouTube, 58 % — Facebook. Опитані могли обрати одразу декілька варіантів відповідей. Якщо ж говорити про розважальні соцмережі, то на першому місці перебуває — YouTube. Там зареєстровано понад 28 мільйонів українських користувачів, в Instagram — понад 16,1 мільйона, у Facebook — 15,45 мільйона. TikTok — має більше ніж 10,55 мільйона українських користувачів.
30 жовтня 2023 року, за повідомленням Центру контент-аналізу (ЦКА), частка дописів українською мовою в українському сегменті найбільших соцмереж Facebook, 𝕏 (колишній Twitter) та Instagram перевищила 75 %. Роль української посилилась також в YouTube. Дослідження ЦКА свідчить, що за останні три роки, а саме з 2020 по 2023 рік, українські соцмережі значно українізувалися. В Instagram державною мовою тепер пишуть понад 90 % дописів; Facebook та Twitter (X) сягнули 75-80 %. У 2022-му частка української мови у цих соцмережах становила 65-70 %, а у жовтні 2020 року коливалася в межах 15-25 %. В YouTube за три роки частка матеріалів українською зросла з 5 % до 45 %. Також українізується ТіkTok.

## Небезпеки
Окрім надання корисних послуг, інтернет-служби соціальних мереж становлять і низку небезпек.

### Координація діяльності злочинних угрупувань
Зокрема, терористичні угрупування, такі як ІДІЛ, користуються соціальними мережами для поширення своєї пропаганди, рекрутування нових членів та спонукання до автономного скоєння терористичних актів (англ. lone wolf attacks). Відомо, що терористичні угрупування можуть користуватись соціальними мережами для координації власної діяльності. Хамас, наприклад, використовує соціальні мережі для дорозвідки наслідків ракетних ударів по об'єктах на території Ізраїлю.

### Поширення пропаганди та інформаційні операції
Соціальні мережі можуть бути використані й для поширення дезінформації. Наприклад, відомо про існування спеціалізованих установ на службі режиму Путіна — так званих «тролів з Ольгіна». Серед здійснених ними успішних операцій можна назвати провокацію паніки внаслідок сфальсифікованого вибуху на хімічній фабриці в парафії Сент-Мері, штат Луїзіана 11 вересня 2014 року (англ. Columbian Chemicals Plant explosion Hoax). Іншим вдалим прикладом можна назвати злам облікового запису Associated Press в соціальній мережі мікроблогів Twitter в 2013 році та розміщення повідомлення про поранення Президента США Барака Обами внаслідок замаху на його життя. Новина, серед іншого, спричинила миттєвий обвал на фондових ринках. Відповідальність взяла на себе Сирійська електронна армія.
У відкритій доповіді американського аналітичного центру RAND зазначено, що аналіз соціальних мереж має великий потенціал використання в інформаційних операціях американськими військовими, оскільки дозволяє дослідити ставлення, світогляд та спілкування широкого кола осіб. Зокрема:.
- Аналіз соціальних мереж може допомогти знайти важливу інформацію про супротивника, надавати підтримку спільнотам на потрібному боці в конфлікті або надавати підтримку іншим спільнотам. Також він дає можливість скеровувати інформацію до обраної аудиторії та впливати на сприйняття реальності, ухвалення рішень, або поведінку певної групи.
- Портали соціальних мереж дозволяють швидко обмінюватись текстами, зображеннями, відео різних подій в процесі їх розвитку. Спостереження за цим може підвищити обізнаність про поточні події або ж відстежити поширення дезінформації.
- Необережне використання порталів соціальних мереж військовослужбовцями може призвести до розголошення таємниці. Натомість аналіз може допомогти міністерству оборони з цим боротись та вживати превентивних заходів.
- Вже відомі випадки, коли краудсорсинг та спостереження за соціальними мережами в інтернет-порталах відіграло важливу роль в наданні гуманітарної допомоги та інших військово-цивільних операціях, оскільки оперативно давали важливу інформацію.

Наприклад, контент-аналіз може бути використаний для пошуку осіб в процесі радикалізації, оцінити ступінь підтримки екстремістських поглядів у певній групі. Геокодовані пости можуть доповнити аналіз, та допомогти оцінити географію поширення певних груп чи ідей. Завдяки аналізу мереж можливо або сприяти, або навпаки, протидіяти, поширенню окремих ідей або інформації. Аналіз дописів у соціальних мережах разом з пов'язаними метаданими може виявити лідерів суспільної думки. Алгоритми класифікації зображень допомагають дізнатись, які види зображень популярні в соціальних мережах, а разом з прив'язкою до місцевості — відстежити зміну вподобань та ставлення населення до різних речей.
Проте, американські військові обмежені національним законодавством та не можуть повністю розкрити потенціал аналізу соціальних мереж у відповідних інтернет-порталах.
Велику увагу громадськості привернули випадки використання соціальних мереж російськими спецслужбами для впливу на вибори Президента США 2016 року. Так, у 2017 році були виявлені та висвітлені облікові записи в соціальних мережах, що належали російським операторам та які вдавали із себе американців. Наприклад, обліковий запис TEN_USA в Twitter вдавав із себе неофіційний обліковий запис осередку Республіканської партії в штаті Теннессі. Йому вдалось здобути широку аудиторію, вступити в контакт з іншими консервативними та правими активістами в США, його вислови були висвітлені в американських засобах інформації як приклад точки зору американських правих, деякі повідомлення цього облікового запису були поширені (ретвітами) американськими високопосадовцями, членами виборчого штабу кандидата в Президенти Дональда Трампа. На тлі загально-патріотичних гасел цей обліковий запис вів методичну інформаційну компанію на користь уряду Російської Федерації. Аналогічні здобутки були в іншого облікового запису, який вдавав із себе кмітливу американку англ. Jenna Abrams. Вона здобула велику популярність, її вислови були висвітлені в ЗМІ, з нею сперечались американські політики, а цей обліковий запис, тим часом, просував необхідні «кремлю» інформаційні повідомлення.
В жовтні 2016 року журналісти українського інформаційного проєкту «Тексти» вирахували мережу з близько 2 тисяч користувачів Фейсбуку, яка тісно пов'язана із групами бойовика ДНР Степана Мазури. Останній довго видавав себе за патріота України. Це мережа з публічних груп та користувачів, які, прикриваючись патріотичними слоганами, поширювали заклики до перевороту та протестів.

### Інфільтрація кола друзів
Серед інших небезпек, можлива інфільтрація кола друзів зловмисниками з метою добування приватної інформації.
Відомий приклад такої дії — створення Томасом Раяном (англ. Thomas Ryan) з Provide Security підставного профілю молодої вродливої (була використана фотографія порномоделі) дівчини Робін Сейдж (англ. Robin Sage) віком у 25 років, яка за легендою була фахівцем з 10-річним стажем роботи у сфері безпеки, закінчила престижний коледж у Нью-Хемпширі й мала вчений ступінь.
Від імені свого віртуала Томас через популярні соціальні сервіси Facebook, LinkedIn і Twitter відправив запити щодо включення в коло друзів чоловікам і жінкам із середовища військових, співробітників сек'юриті-компаній і державних чиновників. Експеримент тривав 28 днів, в результаті вдалось встановити 300 контактів у мережі LinkedIn, понад 100 у Facebook, та понад 150 фоловерів у Twitter.
Серед встановлених контактів були високопосадовці з Об'єднаного комітету начальників штабів США, АНБ, Конгресу тощо. Віртуальну дівчину навіть стали запрошувати на конференції з питань безпеки, а великі компанії типу Google і Lockheed Martin взагалі висловили бажання найняти її на роботу. Через деякий час після початку активного життя її почали з власної ініціативи включати в коло друзів інші люди — колеги тих, кому «спеціалістка у сфері безпеки» нав'язала своє спілкування першою. У такий спосіб Томас Раян отримав доступ до великого обсягу особистої інформації (персональних даних), фотографій, а також розкрив зв'язки спілкування багатьох фахівців, що становили для нього певний інтерес.

### Шантаж та інші види шахрайства
Соціальні мережі можуть використовуватись зловмисниками для скоєння шахрайських та інших протиправних дій проти їх користувачів. Зафіксовані випадки терористичної пропаганди, пропаганди суїциду серед неповнолітніх, злочини проти особистості та соціуму. Структура соціальних мереж схиляє користувачів розповсюджувати інформацію про своє життя у дружніх бесідах з майже незнайомими людьми, в тому числі інформацію особистого характеру. Зловмисники можуть застосовувати отриману інформацію для фішингу, шантажу, дискредитації окремих осіб та цілих компаній. Крім того, зловмисники можуть застосовувати дружню бесіду для викрадення конфіденційної інформації, комерційних таємниць та інтелектуальної власності через окремих співробітників компаній.

### Маніпуляція соціальною свідомістю
Але не тільки шахраї можуть створювати загрозу — самі компанії-розробники соціальних мереж використовують дані про користувачів у своїх цілях. Так, компанія Facebook, базуючись на інформації про користувача, генерує спеціальну стрічку новин, яка, ймовірно, викличе у нього найбільший емоційну реакцію (найпростіше викликати саме негативні реакції). Як результат, користувач захоче поділитись новиною зі знайомими/однодумцями, чим запустить ланцюгову реакцію. В такий спосіб можна не лише збільшувати відвідування та перегляд соціальної мережі, але й певним чином маніпулювати свідомістю натовпу.

### Торгівля інформацією
Крім того, такі компанії живуть коштом з продажу реклами. Для більшої вигоди використовується цілеспрямована реклама. Для цього фактично відбувається продаж особистої інформації рекламодавцям, щоб реклама мала більший вплив. Раніше такий підхід був прихований і використовувався без публічного розголошення. Зараз, коли це відкрилось, великі компанії почали запитувати користувачів, чи бажають вони мати цілеспрямовану рекламу, щоб зняти з себе відповідальність.

### Поширення хибних новин
Ще однією загрозою соціальних мереж є швидке поширення будь-яких новин. Головним чином це стосується публічних осіб, але може торкнутися кожного. Через велику кількість новин і швидке їхнє поширення серед аудиторії соціальних мереж стає неможливим миттєве реагування з боку відправника на фейки. Навіть якщо інформаційне агентство оперативно відреагує на фейк і видалить його, або навіть напише спростування з вибаченням після цього, з великою ймовірністю дезінформація вже буде прочитана багатьма людьми і поширена ними ж серед їхніх друзів. При цьому очевидно, що спростування побачать зовсім не всі читачі, що прочитали фейк, і таким чином репутації об'єкта фейку буде завдана шкода. Найгіршим у цій ситуації є те, що навіть в уяві тих людей, що побачили спростування дезінформації, лишиться неприємний осад про компанію, чи людину, що була опорочена.

### Культура відміни
У останні роки виникла так звана культура відміни. Це явище, що характеризується цькуванням, загрозами й образами конкретної людини великою групою людей у соціальних мережах. Передумовою для кенселінгу може стати майже що завгодно, але найчастіше це фейки або вирвані з контексту цитати об'єкту цькування з минулого. Це явище дуже негативно впливає на життя людини, яку вирішили «відмінити», і майже завжди призводить до звільнення з роботи і погіршення ставлення до неї навіть прихильників і тих, хто про неї до цього не чув. Сьогодні, коли майже кожен має доступ до Інтернету, постраждати від кенселінгу може абсолютно кожна публічна особа, оскільки навіть якщо серед усієї інформації в глобальній павутині не знайдеться жодного її незручного висловлювання, кілька вкинутих фейків швидко підірвуть її авторитет і дадуть можливість тисячам недоброзичливців почати цькування.

## Соціальні мережі як поле бою

### Російсько-українська війна
На тлі збройного конфлікту протистояння також поширилось і на служби соціальних мереж в Інтернеті.

#### Інформаційні операції
Зокрема, окремі дослідження вказують, що вдалими маніпуляціями можливо впливати на суспільну думку, а також викрадати приватну інформацію важливих осіб. Російські силові відомства заздалегідь готувались до можливих конфліктів у соціальних мережах: так, наприклад, російський пропагандистський ресурс RT іще в 2012 році повідомляв про виділення Службою зовнішньої розвідки Російської Федерації близько $1 млн на створення трьох систем для спостереження за соціальними мережами та впливу на них. Система «Диспут» мала відстежувати поширення інформації в блогосфері, зокрема, виявляти популярні записи та авторів. Система «Монітор-3» покликана допомагати збирати дані для OSINT-розвідки. Система «Шторм-12» має сприяти поширенню інформації та впливати на суспільну думку.
Принаймні з 2013 року була створена організація для впливу на суспільну думку, яка стала широко відомо як «тролі з Ольгіна». Вже в 2014 році ольгінські тролі стали активно працювати на формування на Заході суспільної думки необхідної кремлівському режиму. Навіть через два роки після початку війни, в 2016 році, була виявлена мережа ботів у соцмережах, які поширювали в інтернеті заклики до насилля проти української влади та заклики виходити на «Третій Майдан».
Російські провладні Інтернет-ЗМІ та відповідні активісти в соціальних мережах показали дуже високу активність напередодні та під час анексії Криму. Низка російських сайтів, що займаються постійним інформаційно-психологічним протиборством на українському напрямі активно висвітлювали події, що відбуваються, розміщували публікації із неперевіреною та неправдивою інформацією, здійснювали активне поточне аналітичне коментування ходу подій. Ці новини або повністю формувались редакціями самих видань, або посилались на інформацію «дружніх активістів» в соцмережах. Зокрема, в соцмережі Facebook можна було побачити цілі групи (communities) людей, що свідомо поширювали панічні настрої та неправдиві відомості, які мали на меті створити образ «непереможної російської армії». Варто зазначити, що їх повідомлення в своїх новинних стрічках передруковували і Інтернет-ЗМІ, а подекуди — і більш традиційні ЗМІ.
Під час та після захоплення Криму російським спецслужбам вдавалось неодноразово влаштовувати масові «бани» популярних користувачів соціальних мереж із вираженою про-українською позицією. Для цього мережі ботів надсилали велику кількість скарг до модераторів відповідних порталів, завдяки чому вдало маніпулювали автоматизованими системами модерації.
Залучення платних тролів, мереж ботів, створення сайтів з викривленими «новинами» стало невід'ємною частиною російської пропаганди, оскільки, як свідчать експерименти, вплив пропаганди на людину тим ефективніший, чим більше джерел надходження інформації, чим більшою підтримкою вона користується серед решти членів спільноти, тощо.
Приклад координації деяких російських інтернет-пропагандистів був здобутий альянсом українських хакерів FalconsFlame, Trinity, Рух8 та КиберХунта.
Служба безпеки України неодноразово затримувала адміністраторів груп в соціальних мережах за поширення антиукраїнської пропаганди. Наприклад, на початку серпня 2016 року був заарештований мешканець Кам'янського. Було встановлено, що «чоловік познайомився в Інтернеті з кураторами із Росії та тимчасово окупованими терористами територіями. Він погодився створити групи в соціальних мережах, де розміщав матеріали, що дискредитують сили антитерористичної операції та закликав до зміни конституційного ладу в Україні», також він «агітував за створення вигаданої „Дніпропетровської народної республіки“ та її подальше входження до РФ». Перед тим, в липні, був затриманий мешканець Сєвєродонецька, який був завербований через соціальні мережі й залучений в компанію інформаційної боротьби проти України.

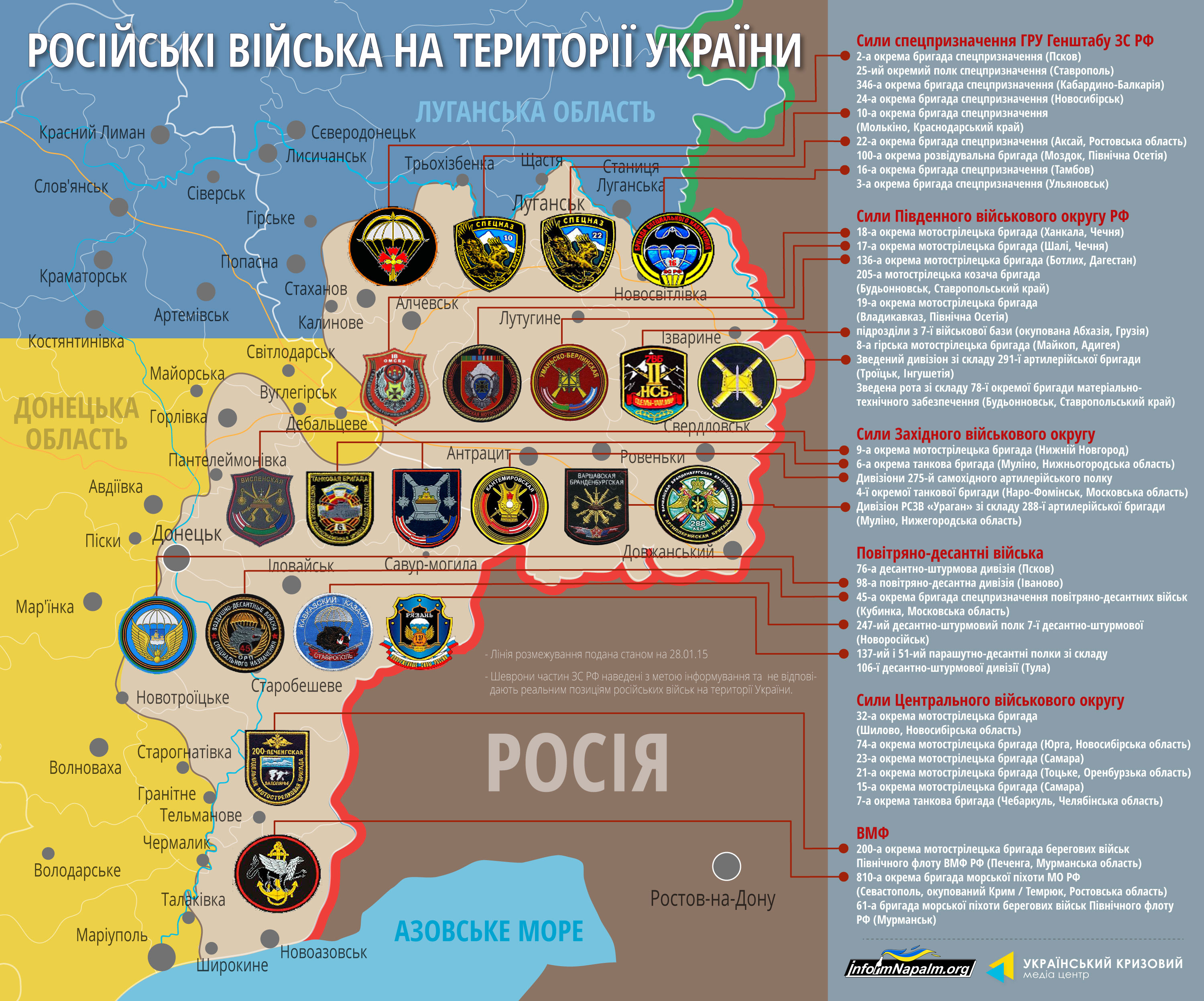
Перелік російських підрозділів вторгнення на сході України складений активістами групи Інформнапалм на основі відкритих даних у службах соціальних мереж (OSINT)

Служби соціальних мереж стали інструментом координації не лише російських пропагандистів, а й російських шпигунів на території України, бойовиків з Росії, та загальної організації діяльності терористичних організацій керованих російськими спецслужбами. Завдяки вдалому використанню (серед іншого) методів соціальної інженерії активістам центру «Миротворець» вдалось взяти під контроль обліковий запис російської терористки Олени Гейштерової в соціальній мережі «Однокласники». В результаті проведеної операції «Гейша» були викриті російські шпигуни, бойовики, терористи як в Україні, так і за її межами.

#### Джерело інформації
Соціальні мережі стали важливим джерелом інформації для OSINT-розвідки. Серед відомих прикладів — фільм Семена Островського англ. Selfie Soldiers, де на основі оприлюднених в соціальних мережах фотографій простежений шлях кадрового російського військового Бато Домбаєва з Росії на Донбас, під Дебальцево, і назад, до дому. Стали з'являтись осередки волонтерів-активістів (зокрема: Інформнапалм, Bellingcat, та інші), які на основі добутих із соціальних мереж OSINT-даних викривали облуду російської пропаганди, навіть розслідували Збиття Boeing 777 рейсу MH17 біля Донецька.

#### «Закони Ярової» та санкції
В першій половині 2016 року в Російській Федерації був ухвалений пакет законів, відомий як «закони Ярової», який має набрати чинності 1 серпня 2016 року. Цей закон надає повне право на отримання Федеральній службі безпеки РФ практично всіх особистих даних користувачів інтернет-ресурсів, зареєстрованих у РФ. Таким чином ФСБ на законодавчому рівні отримує повне право втручатися в особисте життя не тільки громадян Росії, а й іноземців. Дані про всі логіни й електронні адреси своїх користувачів, списки їхніх контактів, відомості про кількість, обсяги й адресатів переданих повідомлень власники поштових серверів, блог-хостингів, форумів і соцмереж будуть зобов'язані надавати на першу ж вимогу представників російських державних структур.
У зв'язку з ухваленням цього закону Служба безпеки України порадила українським інтернет-користувачам утриматися від використання інтернет-ресурсів російської доменної зони, в першу чергу це стосується соцмереж та поштових скриньок.
Наказом № 133/2017 від 15 травня 2017 року Президент України Петро Порошенко ввів у дію рішення РНБО України від 28 квітня 2017 року «Про застосування персональних спеціальних економічних та інших обмежувальних заходів (санкцій)» яким заборонив інтернет-провайдерам надавати послуги з доступу користувачам мережі інтернет до низки російських інформаційних ресурсів та порталів, зокрема, й соціальних мереж ВКонтакте і Одноклассники.
Згідно думки аналітиків, прямий доступ до бази даних соціальних сервісів із надзвичайною легкістю дозволяє російським спецслужбам виявити якнайширший спектр інформації, яку звичайні громадяни і військовослужбовці завантажують до соцмереж.